# Tmeticus ornatus
Tmeticus ornatus is een spinnensoort in de taxonomische indeling van de hangmatspinnen (Linyphiidae).
Het dier behoort tot het geslacht Tmeticus. De wetenschappelijke naam van de soort werd voor het eerst geldig gepubliceerd in 1914 door James Henry Emerton.